# Pedro Navarro
Dom Pedro Navarro, Conde de Oliveto (Garde?, Navarra, c. 1460 — Castel Nuovo, Nápoles, 28 de agosto de 1528) foi um engenheiro espanhol, depois general, que participou da Guerra da Liga de Cambrai. Na Batalha de Ravena, em 1512, comandou o lado espanhol e a infantaria Papal, mas foi capturado pelos franceses. Mais tarde, ao serviço francês iria supervisionar a travessia dos Alpes franceses antes da Batalha de Novara.